# Mehrdad Mardani
Mehrdad Mardani (pers. مهرداد مردانی ;ur. 22 czerwca 1992) – irański zapaśnik walczący w stylu klasycznym. Zajął ósme miejsce na mistrzostwach świata w 2017 i 2021. Brązowy medalista igrzysk azjatyckich w 2018. Pierwszy w Pucharze Świata w 2016. Mistrz Azji juniorów w 2012 roku.
Absolwent Islamskiego Uniwersytetu Azad w Ize.